# Strážný vrch (České středohoří)
Strážný vrch (německy Hutberg, někdy též zvaný Klobouk) je čedičový kopec (599 m n. m.) v Českém středohoří.

## Historie
Strážný vrch byl turistickým cílem již od roku 1886, kdy občané Merboltic vybudovali dobře schůdnou cestu na jeho vrchol. Podnět k vybudování této cesty dal místní učitel Josef Böhm. Cesta na nové vyhlídkové místo byla slavnostně otevřena dne 20. června 1886. O dva roky později (1888) členové merboltické sekce Horského spolku pro České Švýcarsko postavili na vrcholku Strážného vrchu chatu. Nová chata (v režii spolku Volné sdružení přátel přírody v Merbolticích) byla postavena v roce 1893. Velkou zásluhu na tomto počinu měl tehdejší majitel Strážného vrchu – hospodář z č.p. 141 pan Josef Rösler. Na sklonku 19. století vznikla (zásluhou merboltických občanů) tradice lidového svátku tzv. Hutbergfestu. Ten byl hojně navštěvován jak místními, tak i přespolními lidmi a kromě vyhlídky do kraje ze Strážného vrchu oceňovali jeho návštěvníci i služby malé restaurace s letním nedělním provozem. První dřevěná rozhledna byla postavena členy spolku přátel přírody v roce 1901. Byla slavnostně otevřena 5. června] 1901. Stavbu finančně podpořil Johann Rösler a vyhlídková věž nesla na počest jeho manželky jméno „Mariina věž“. Po první světové válce byla dřevěná rozhledna dosti zchátralá a tak členové spolku přátel přírody zahájili v roce 1924 výstavbu nové, kamenné, 10 metrů vysoké rozhledny, jenž byla předána slavnostně veřejnosti o svatodušních svátcích v roce 1925. Při té příležitosti byl podstatně rozšířen i hostinec (a to včetně přístavby kryté kuželkové dráhy). Po druhé světové válce byl hostinec zrušen a zchátrala i kamenná rozhledna. Na počátku 60. let 20. století byla v kritickém stavu. Noční bouře 17. listopadu 1963 nakonec rozhlednu pobořila. Merboltičtí občané zahájili úvahy o stavbě nové rozhledny na Strážném vrchu v roce 1999, přípravná činnost započala v roce 2000 a nakonec byla nová dřevěná rozhledna slavnostně otevřena dne 18. listopadu 2006.

## Dostupnost
Nachází se u Merboltic asi čtyři kilometry jihozápadně od Žandova. Na vrchol vede modře značená turistická trasa z Merboltic, která se dále napojuje na zeleně značenou trasu z Velké Javorské do Novosedla.

## Geologie a geomorfologie
Jádro kopce tvoří hřbet ze sodalitického tefritu, ze kterého vystupuje suk tvořený olivinickým bazaltem. Na svazích se nacházejí kamenná moře a výchozy sloupcově odlučné horniny. Strážný vrch patří k významným bodům geomorfologického okrsku Bukovohorské středohoří.